# Берлингтон (Индијана)
Берлингтон (енгл. Burlington) град је у америчкој савезној држави Индијана.

## Демографија
По попису из 2010. године број становника је 603, што је 159 (35,8%) становника више него 2000. године.
| Група             | 2000.       | 2010.       |
| Белци             | 439 (98,9%) | 586 (97,2%) |
| Афроамериканци    | 1 (0,2%)    | 3 (0,5%)    |
| Азијати           | 0 (0,0%)    | 1 (0,2%)    |
| Хиспаноамериканци | 3 (0,7%)    | 12 (2,0%)   |
| Укупно            | 444         | 603         |